# 莱鲁维尔
莱鲁维尔（法語：Lérouville，法語發音：[leʁuvil]）是法国默兹省的一个市镇，位于该省中部偏东南，属于科梅尔西区。

## 地理
莱鲁维尔（48°47'30"N, 5°32'39"E）面积14.38 平方千米，位于法国大東部大區默兹省，该省份为法国西北部内陆省份，北与比利时接壤，西接马恩省和阿登省，南至上马恩省和孚日省，东临默尔特-摩泽尔省。
与莱鲁维尔接壤的市镇（或旧市镇、城区）包括：默兹河畔邦库尔、雄维尔-马洛蒙、科梅尔西、默兹河桥村、瓦东维尔、维尼奥。

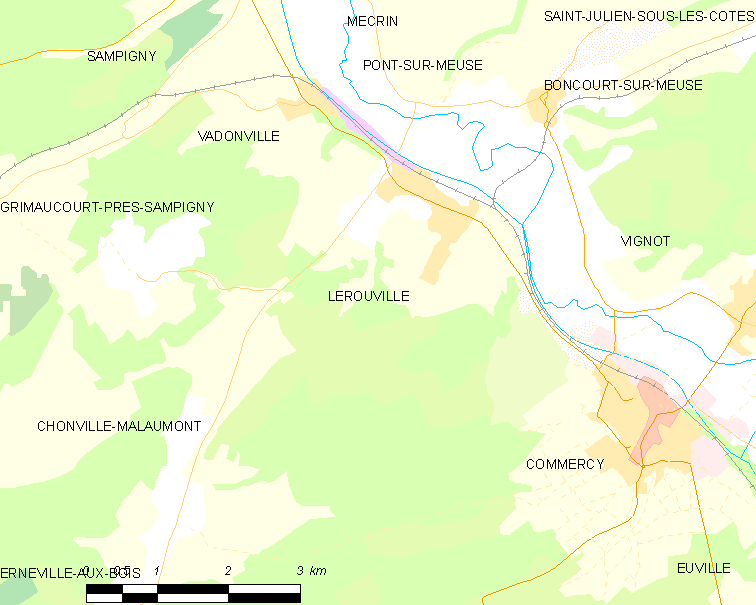
莱鲁维尔的OSM定位图

莱鲁维尔的时区为UTC+01:00、UTC+02:00（夏令时）。

## 行政
莱鲁维尔的邮政编码为55200，INSEE市镇编码为55288。

## 政治
莱鲁维尔所属的省级选区为科梅尔西县。

## 人口

1962-2008年间莱鲁维尔人口变化图示

莱鲁维尔于2022年1月1日时的人口数量为1380人。